# Umm Burdż
Umm Burdż (arab. خربة أمْ برج) – nieistniejąca już arabska wieś, która była położona w Dystrykcie Hebronu w Mandacie Palestyny. Wieś została wyludniona i zniszczona podczas I wojny izraelsko arabskiej (al-Nakba), po ataku Sił Obronnych Izraela w dniu 28 października 1948.

## Położenie
Umm Burdż leżała wśród wzgórz Judei, na zachód od miasta Hebron. Według danych z 1945 do wsi należały ziemie o powierzchni 1308,3 ha. We wsi mieszkało wówczas 162 osoby.
| własność gruntów | powierzchnia gruntów (hektary) |
| ---------------- | ------------------------------ |
| Arabowie         | 1307,9                         |
| Żydzi            | 0                              |
| publiczne        | 0,4                            |
| Razem            | 1308,3                         |

| Rodzaj użytkowanych gruntów | hektary |
| --------------------------- | ------- |
| uprawy nawadniane           | 2,8     |
| uprawy oliwek               | 3,3     |
| uprawy zbóż                 | 354,6   |
| nieużytki                   | 949,4   |
| zabudowane                  | 1,5     |

## Historia
W okresie panowania Brytyjczyków Umm Burdż była małą wsią.
Podczas I wojny izraelsko-arabskiej w drugiej połowie maja 1948 wieś zajęły egipskie oddziały. W końcowym etapie operacji Jo’aw (15-22 października 1948) Umm Burdż stała się celem izraelskiej ofensywy. W dniu 28 października do wsi wkroczył bez walki oddział z 8 Brygady Pancernej. Mieszkańcy zostali wysiedleni, a domy wyburzono.

## Miejsce obecnie
Na gruntach należących do Umm Burdż powstał w 1955 moszaw Nechusza.
Palestyński historyk Walid Chalidi, tak opisał pozostałości wioski Umm Burdż: „Zawalone domy pozostają ze sobą połączone. Ich okna i wejścia są wyraźnie widoczne, chociaż dachów i części ścian nie ma. Pośrodku tych pozostałości domów stoi duży łuk. U stóp wzgórza po zachodniej stronie wioski stoją duże opuszczone struktury (wcześniej należały do pomp nawadniających).”.